# Římov, České Budějovice
Římov là một làng thuộc huyện České Budějovice, vùng Jihočeský, Cộng hòa Séc.